# Club de Fútbol Badalona
Il Club de Fútbol Badalona è una società calcistica spagnola con sede a Badalona, nella regione autonoma della Catalogna, in Spagna.
Gioca nella Tercera Federación, la quinta serie del Campionato di calcio spagnolo.

## Denominazione del club
- Foot-ball Bétulo Club (1903-1908)
- Foot-ball Club Badalona (1908-1933)
- Sport Club Badalona (1933-2002)
- Club de Fútbol Badalona (2002-) (dopo fusione con l'Unió de l'Esport Badaloní)

## Tornei nazionali
- 1ª División: 0 stagioni
- 2ª División: 14 stagioni
- 2ª División B: 5 stagioni
- 3ª División: 40 stagioni

## Stagioni
| Stagione    | Categoria | Posizione |  |
| ----------- | --------- | --------- |  |
| 1929/30     | 3ª        | 2°        |  |
| 1930/31     | 3ª        | 3°        |  |
| 1931/32     | 3ª        | 2°        |  |
| 1932/33     | 3ª        | 1°        |  |
| 1933/34     | 3ª        | 4°        |  |
| 1934/35     | 2ª        | 6°        |  |
| 1935/36     | 2ª        | 4°        |  |
| 1939/40     | 2ª        | 8°        |  |
| 1940/41     | 2ª        | 12°       |  |
| dal 1941-42 | Regionali | —         |  |
| al 1944-45  | Regionali | —         |  |
| 1945/46     | 3ª        | 1°        |  |
| 1946/47     | 3ª        | 1°        |  |
| 1947/48     | 2ª        | 10°       |  |
| 1948/49     | 2ª        | 13°       |  |
| 1949/50     | 2ª        | 15°       |  |
| 1950/51     | 2ª        | 13°       |  |
| 1951/52     | 2ª        | 15°       |  |

| Stagione | Categoria | Posizione |  |
| -------- | --------- | --------- |  |
| 1952/53  | 3ª        | 4°        |  |
| 1953/54  | 3ª        | 11°       |  |
| 1954/55  | 3ª        | 8°        |  |
| 1955/56  | 3ª        | 5°        |  |
| 1956/57  | 3ª        | 2°        |  |
| 1957/58  | 3ª        | 14°       |  |
| 1958/59  | 3ª        | 6°        |  |
| 1959/60  | 3ª        | 8°        |  |
| 1960/61  | 3ª        | 1°        |  |
| 1961/62  | 3ª        | 6°        |  |
| 1962/63  | 3ª        | 2°        |  |
| 1963/64  | 2ª        | 14°       |  |
| 1964/65  | 2ª        | 14°       |  |
| 1965/66  | 2ª        | 12°       |  |
| 1966/67  | 2ª        | 10°       |  |
| 1967/68  | 2ª        | 9°        |  |
| 1968/69  | 3ª        | 4°        |  |
| 1969/70  | 3ª        | 2°        |  |

| Stagione    | Categoria | Posizione |  |
| ----------- | --------- | --------- |  |
| 1970/71     | 3ª        | 11°       |  |
| 1971/72     | 3ª        | 17°       |  |
| dal 1972-73 | Regionali | —         |  |
| al 1976-77  | Regionali | —         |  |
| 1977/78     | 3ª        | 13°       |  |
| 1978/79     | 3ª        | 2°        |  |
| 1979/80     | 3ª        | 11°       |  |
| 1980/81     | 3ª        | 3°        |  |
| 1981/82     | 3ª        | 2°        |  |
| 1982/83     | 3ª        | 3°        |  |
| 1983/84     | 3ª        | 3°        |  |
| 1984/85     | 3ª        | 11°       |  |
| 1985/86     | 3ª        | 19°       |  |
| 1986/87     | Regionali | —         |  |
| 1987/88     | 3ª        | 5°        |  |
| 1988/89     | 3ª        | 18°       |  |
| dal 1989-90 | Regionali | —         |  |
| al 1992-93  | Regionali | —         |  |

| Stagione | Categoria | Posizione |  |
| -------- | --------- | --------- |  |
| 1993/94  | 3ª        | 6°        |  |
| 1994/95  | 3ª        | 18°       |  |
| 1995/96  | Regionali | —         |  |
| 1996/97  | Regionali | —         |  |
| 1997/98  | 3ª        | 12°       |  |
| 1998/99  | 3ª        | 13°       |  |
| 1999/00  | 3ª        | 18°       |  |
| 2000/01  | Regionali | —         |  |
| 2001/02  | Regionali | —         |  |
| 2002/03  | 3ª        | 1°        |  |
| 2003/04  | 3ª        | 1°        |  |
| 2004/05  | 2ªB       | 9°        |  |
| 2005/06  | 2ªB       | 1°        |  |
| 2006/07  | 2ªB       | 5°        |  |
| 2007/08  | 2ªB       | 10°       |  |
| 2008/09  | 2ªB       | 9°        |  |
| 2009/10  | 2ªB       | —         |  |

## Palmarès

### Competizioni nazionali
- Segunda División B: 1

2005-2006
- Copa Federación de España: 1

2003-2004

### Competizioni regionali
- Primera Catalana: 1

1995-1996

### Altri piazzamenti
- Segunda División B:

Secondo posto: 2010-2011 (gruppo III)
- Copa Federación de España:

Semifinalista: 2016-2017